# 瀬底土帝君

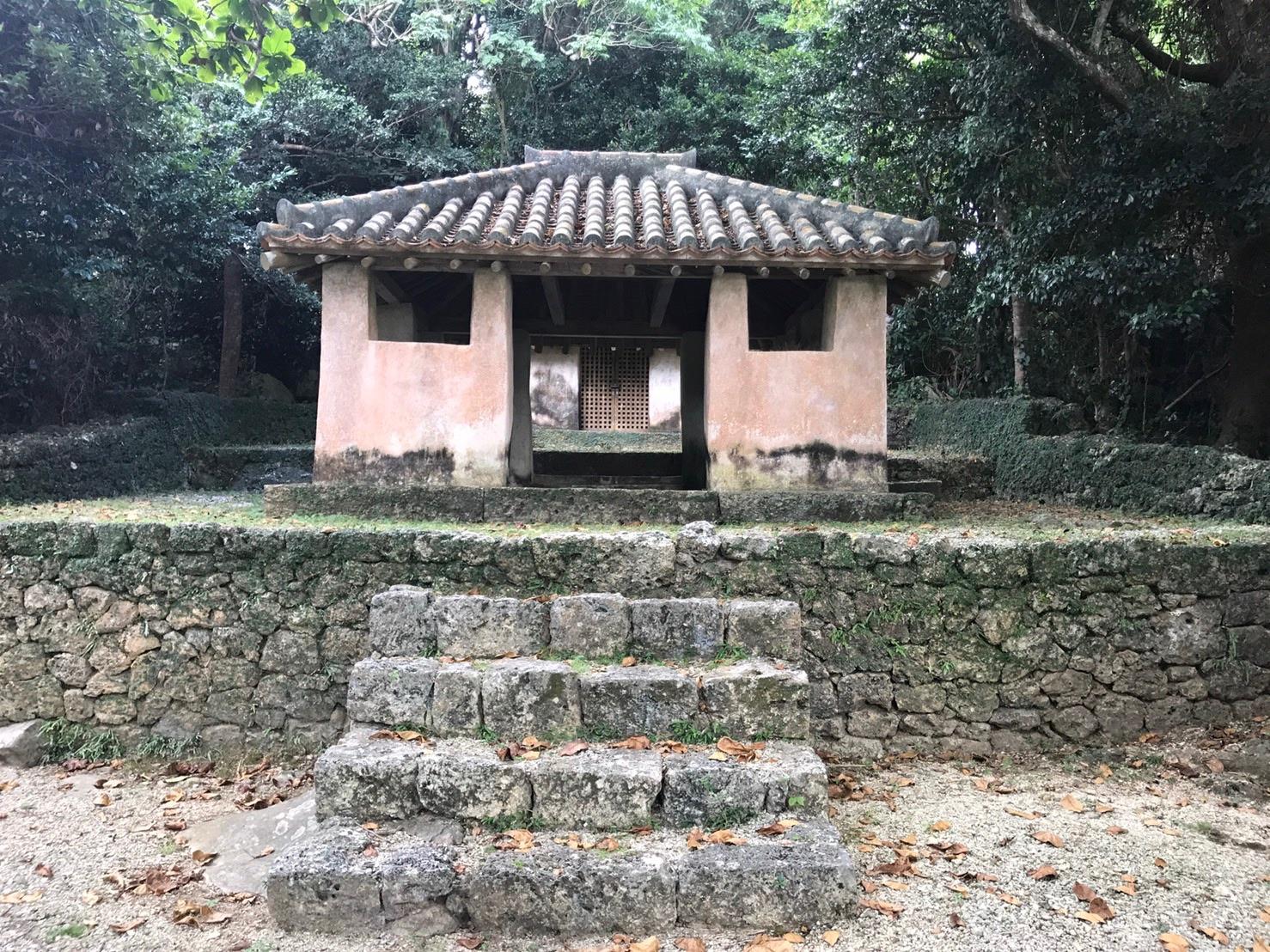
瀬底土帝君の拝殿

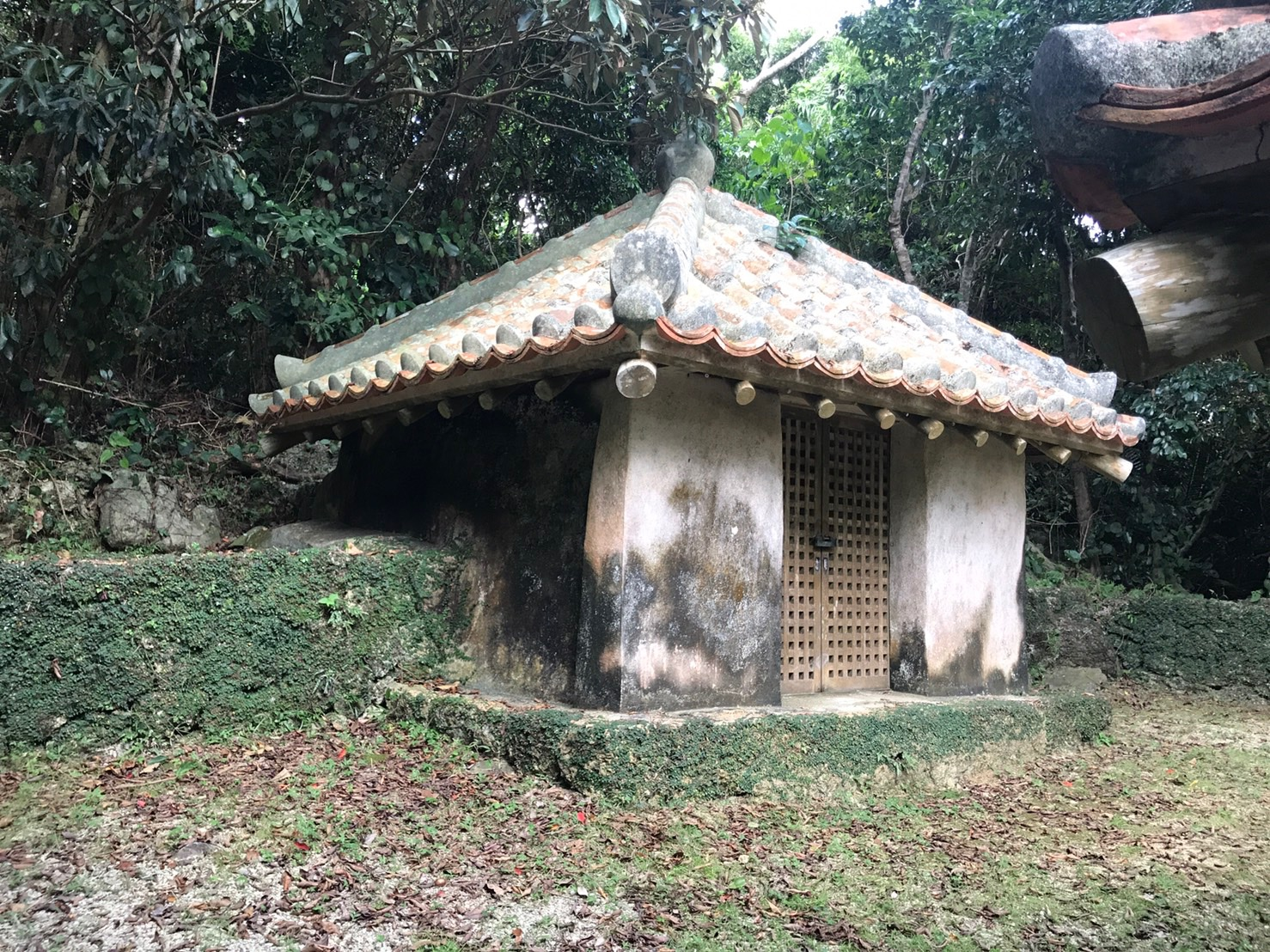
瀬底土帝君の本殿

瀬底土帝君（せそことていくん、しーくてぃーてぃんく）は、沖縄県国頭郡本部町瀬底島にある農耕神を祀った祠。1997年（平成9年）12月3日に国の重要文化財に指定された。

## 概要
土帝君は、中国古来の土地関係の神の一種で、一般には土地神と呼ばれる。瀬底の土帝君像は2体の脇士を伴った男神1体の像であるが、当初の像は第二次世界大戦中に盗難に遭い紛失した。現在は、1957年（昭和32年）に瀬底土帝君の所有者である上間家が購入した同様の像が祀られている。
土帝君は沖縄各地に祀られているが、その中でも瀬底土帝君は最大規模を保つ礼拝施設である。建設年代は不明だが、本殿および拝殿の軸部、石組の状態から、上間家二世健堅親雲上（きんきんぺーちん、またはけんけんぺーちん）が木像を請じて帰朝した時期、18世紀中頃の造営と考えられている。本殿や拝殿の屋根は元は茅葺であったと推定されるが、その後本瓦葺に変わり、壁面は珊瑚石の巨石を用いて建てられている。正面の石垣は1965年（昭和40年）頃に一部を積み直しセメントで補強したほかは大きな改変はなく、全体として保存状態も良いため、土帝君信仰に関する建造物の形態をよく保つ代表的な遺構として高く評価されている。

## 歴史
沖縄における農神土帝君の信仰については、琉球の正史『球陽』第九に、大嶺親方弘良が1689年（尚貞30年）に神像を持ち帰り、自領の旧小禄村大嶺に祀ったのが始まりと記されているその後、父の尚円王と母の北谷平安山村の金満との間に内密の子として生まれた山内親方が清国に渡った際、それに随行した健堅親雲上が1723年に、農神土帝君の木像を請じて祀ったのが瀬底土帝君の始まりとされている。

## 信仰

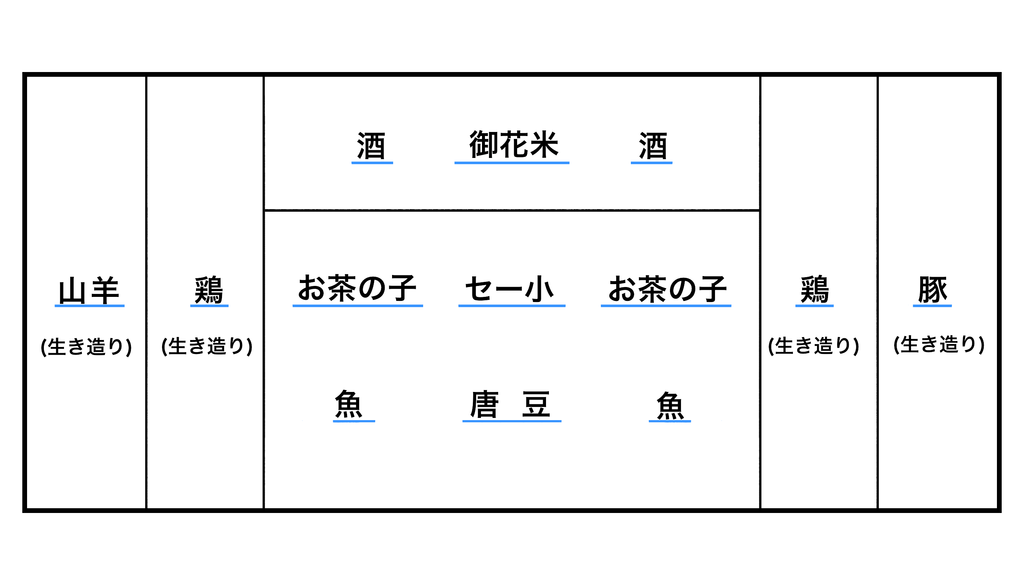
土帝君正月での供え物の配置

瀬底における土帝君信仰は、農業の神、大漁の神、商売繁盛の神として信仰され、その集落ごとの生産意版として結び付けられている。
瀬底土帝君の祭祀は、「土帝君正月」（てぃーてぃんくそーぐゎち）と呼ばれ、中国の土地神の誕生日と言われている毎年旧暦2月2日に催されるが、地域によっては旧暦8月15日に催す場合もある。祭祀は、共通の始祖を持ち、父系血縁によって結びついた集団「門中」が参加して行われていたが、大正時代からは村人（区長や有志）も参加するようになった。